# Nage no kata
Nage no kata je sestava patnácti technik juda a představuje průřez nage wazou. Nage no kata je povinnou součástí zkoušek na danové stupně v judu.

## Historie
Nage no kata byla vyvinuta letech 1884/85 profesorem Jigorem Kanoem jako metoda znázorňující principy hodů umožní studentům chvaty lépe aplikovat při randori. Na počátku katu tvořilo deset technik, později přibylo dalších pět chvatů na konečných 15.

## Složení
Je tvořena pěti skupinami chvatů v každé po třech technikách:
- te-waza – techniky prováděné převážně rukama
- koši-waza – techniky prováděné pomocí boků
- aši-waza – techniky prováděné pomocí nohou
- ma-sutemi-waza – techniky strhů ve směru pohybu
- joko-sutemi-waza – techniky strhů ze směru pohybu

### Te-waza
- Uki Otoši
- Seoi Nage
- Kata Guruma

### Goši-waza
- Uki Goši
- Harai Goši
- Curikomi Goši

### Aši-waza
- Okuriaši Harai
- Sasae Curikomi Aši
- Uči Mata

### Ma-sutemi-waza
- Tomoe Nage
- Ura Nage
- Sumi Gaeši

### Joko-sutemi-waza
- Joko Gake
- Joko Guruma
- Uki Waza